# Секст Варий Марцелл
Секст Ва́рий Марцелл (лат. Sextus Varius Marcellus) — римский политический деятель начала III века.
Марцелл был родом из сирийской Апамеи, смог из эквита выслужиться и получить административный чин в Риме при императоре Септимии Севере, а в правление Каракаллы попал в Сенат. Он был наместником провинции Нумидии в Северной Африке до своей кончины в 217 году. Он был женат на племяннице императора Септимия Севера — Юлии Соэмии. В их браке родился сын — будущий император Гелиогабал.
Несмотря на то, что Марцелл имел незначительный административный опыт, Септимий Север в 197 году отправил его в звании прокуратора в провинцию Британия, чтобы помочь тамошнему наместнику Вирию Лупу реорганизовать беспокойную провинцию.
В конце 211 года преемник Септимия Севера Каракалла назначил Марцелла префектом города Рима вместо Луция Фабия Цилона и префектом претория (213—216) вместо Папиниана. Помимо этих должностей, Марцелл был президом Нумидии, прокуратором акведуков, префектом военного эрария III Августова легиона.